# Ihlegramma ihlei
Ihlegramma là một chi bướm đêm thuộc họ Sphingidae chỉ gồm một loài Ihlegramma ihlei, được tìm thấy ở Lào.
Sải cánh dài khoảng 87 mm.